# Соломон Кейн (филм)
„Соломон Кейн“ (на английски: Solomon Kane) е британско-чешко-френски приключески, фентъзи филм от 2009 г., на режисьора Майкъл Басет. Премиерата на филма е на 23 декември 2009 г. във Франция и на 19 февруари 2010 във Великобритания. Филмът е базиран на разказа за едноименния герой на Робърт Хауърд от 1928 г.

## Сюжет
Внимание:  Текстът по-долу разкрива сюжета на произведението (или части от него)!
Легендарният ловец на чудовища – Соломон Кейн е наемник на кралицата Елизабет и воюва в Африка. Той се завръща в Англия и живее мирен живот като става пуритан. Получава по следите на един магьосник, който е отговорен за смъртта на семейството му…

## Актьорски състав
| Актьор          | Роля               |
| --------------- | ------------------ |
| Джеймс Пюрфой   | Соломон Кейн       |
| Макс фон Сюдов  | Иосия Кейн         |
| Иън Уайт        | дяволската мъчител |
| Рейчъл Хърд-Ууд | Мередиф Кроуторн   |
| Патрик Хърд-Ууд | Самуел Кроуторн    |
| Пийт Постълуейт | Уилям Кроуторн     |
| Джейсън Флеминг | Малачи             |
| Бен Стийл       | Флечер             |
| Рори Макрейн    |                    |
| Тод Креймър     |                    |
| Макензи Круук   | Михаел             |
| Самуел Рукин    | Маркус Кейн        |
| Алис Крайг      | Катерин Кроуторн   |
| Антони Уилкс    | Едуардс Кроуторн   |